# Christian Herdtrich
Christian Wolfgang Herdtrich (Graz, 1625 - Kiang-tcheon, 1684) fou un jesuïta austríac, matemàtic, músic, missioner a la Xina durant el regnat de l'Emperador Kangxi de la dinastia Qing.

## Biografia
Christian Wolfgang Herdtrich, també conegut com a Christianus Herdtrich o Henriques va néixer el 25 de juny de 1625 a Graz a l'estat d'Estíria, Imperi Austríac. Va ingressar a la Companyia de Jesús el 27 d'octubre de 1641.
El 4 d'abril de 1657 va embarcar cap les Illes Cèlebes on va arribar-hi el 1658. El 1660 va anar a Macau amb la intenció d'entrar a la Xina.

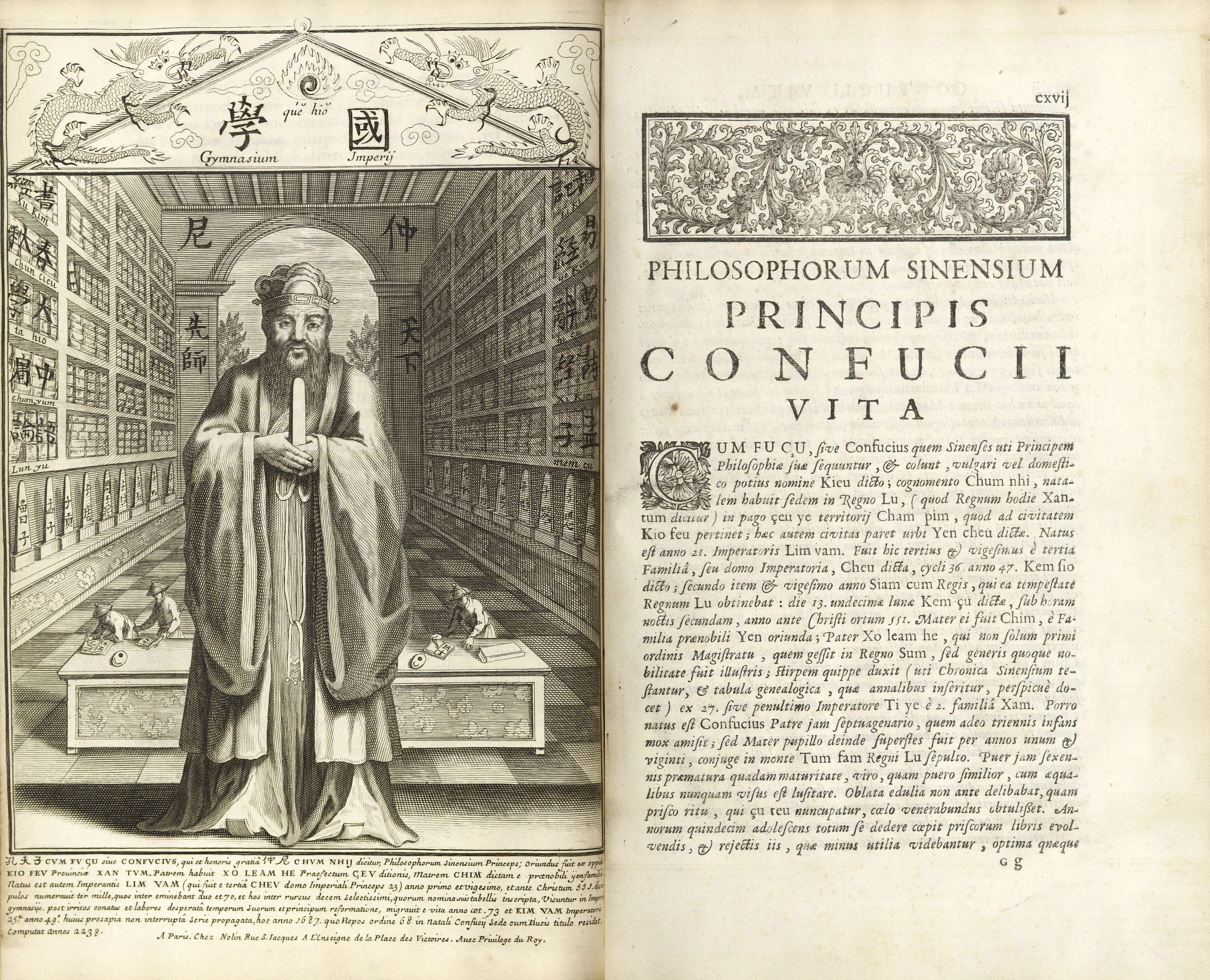
Confucius Sinarum Philosophus, traducció al llatí de 1687 on Herdtrich i va col·laborar

Herdtrich amb el francès Philippe Couplet l'italià Prospero Intorcetta i el neerlandès François de Rougemont, en un treball iniciat pel jesuïta Inácio da Costa, va ser un dels primers traductors del xinès al llatí dels Analectes de Confuci: ”Confucius Sinarum Philosophus, sive scientia sinensis latine exposita ." que va ser publicada a París el 1687. També va escriure el que s'ha considerat com el primer diccionari llatí-xinès. i una sèrie de "Litterae Annuae" com a recull de l'activitat missionera a la Xina.
La seva activitat evangelitzadora la va desenvolupar en les comunitats de Zhangzhou i Taiyuan a la província de Fujian i també a Hunan i Shanxi on va ser ajudant del jesuïta francès Trigault.
Com a músic va tocar l'espineta i el piano a la Cort de l'Emperador Kangxi.
Els darrers nou anys de la seva vida va ser el superior de la missió de Hangzhou.

Va morir el 17 de juliol de 1684 a Kiang-tcheon (actual Yuncheng) a la província de Shanxi. Motivat per la seva bona relació amb la cort imperial, l'emperador va escriure un epitafi en la seva tomba.